# Trang (provins)
Trang, (thai: ตรัง) är en provins (changwat) i södra Thailand. Provinsen hade år 2000 595 110 invånare på en areal av 4 917,5 km². Provinshuvudstaden är Trang.

## Administrativ indelning
Provinsen är indelad 10 distrikt (amphoe). Distrikten är i sin tur indelade i 87 subdistrikt (tambon) och 697 byar (muban). 